# James Wilby (Schwimmer)
James Alexander Hanson Wilby (* 12. November 1993 in Glasgow) ist ein britischer Schwimmer. Er gewann eine Silbermedaille bei Olympischen Spielen. Bei Weltmeisterschaften erhielt er bis 2024 einmal Gold, einmal Silber und dreimal Bronze. Bei Europameisterschaften erschwamm er dreimal Gold und je zweimal Silber und Bronze. Hinzu kamen viermal Gold, dreimal Silber und zweimal Bronze bei Commonwealth Games.

## Sportliche Karriere

### Die Jahre bis 2019 mit dem Europameistertitel 2018 und dem Weltmeistertitel 2019
Wilby war 2012 der 70. bei den britischen Meisterschaften über 200 Meter Brust, 2013 erreichte er den 22. Rang und 2014 war er bereits Zweiter. Bei den Commonwealth Games 2014 in Glasgow wurde Wilby Siebter über 100 Meter Brust und Sechster über 200 Meter Brust. Mit der englischen 4-mal-100-Meter-Lagenstaffel erhielt er die Goldmedaille für seinen Einsatz im Vorlauf, im Endlauf schwamm Adam Peaty die Brustlage in der siegreichen Staffel. 2015 wurde Wilby bei der Universiade in Gwangju über 100 Meter Brust Zweiter hinter dem Kasachen Dmitri Balandin.
2017 bei den Weltmeisterschaften in Budapest wurde Wilby 18. der Vorläufe über 200 Meter Brust. Im Jahr darauf bei den Commonwealth Games in Goald Coast siegte Wilby über 200 Meter Brust, wurde über 100 Meter Brust Zweiter hinter Adam Peaty und über 50 Meter Brust Dritter hinter dem Südafrikaner Cameron van der Burgh und Peaty. In der 4-mal-100-Meter-Lagenstaffel gewannen die Australier mit 0,09 Sekunden Vorsprung vor der englischen Staffel mit Luke Greenbank, Adam Peaty, James Guy und Benjamin Proud. Wilby erhielt in dieser Staffel eine Silbermedaille für seinen Einsatz im Vorlauf. Vier Monate später bei den Europameisterschaften in Glasgow wurde Wilby über 100 Meter Brust Zweiter hinter Peaty, über 200 Meter Brust erschwamm er Silber hinter dem Russen Anton Tschupkow. In der 4-mal-100-Meter-Lagenstaffel siegten Nicholas Pyle, Adam Peaty, James Guy und Duncan Scott. Brodie Williams, James Wilby und Jacob Peters erhielten eine Goldmedaille für ihren Einsatz im Vorlauf.
2019 bei den Weltmeisterschaften in Gwangju erreichte Wilby in den Einzelwettbewerben nur das Finale über 100 Meter Brust und gewann Silber hinter Adam Peaty. Über 200 Meter Brust war er der 12. im Halbfinale. In der 4-mal-100-Meter-Lagenstaffel erreichten Luke Greenbank, James Wilby, James Guy und Duncan Scott den Endlauf mit der viertschnellsten Vorlaufzeit. Im Finale schwammen Greenbank, Adam Peaty, Guy und Scott über 4 Sekunden schneller und gewannen den Titel mit neuem Europarekord von 3:28,10 Minuten vor dem Quartett aus den Vereinigten Staaten. Auch die im Vorlauf eingesetzten Schwimmer erhielten wie seit 1984 üblich eine Goldmedaille. In der 4-mal-100-Meter-Mixed-Lagenstaffel gewannen Georgia Davies, Adam Peaty, James Guy und Freya Anderson die Bronzemedaille. Auch hier wurde Wilby eine Medaille für seinen Vorlaufeinsatz überreicht. Ende des Jahres fanden in Glasgow die Kurzbahneuropameisterschaften 2019 statt. Wilby war nicht mehr in Form und erreichte nur über 100 Meter Brust die zweite Runde.

### Die Olympischen Spiele in Tokio, der Europameistertitel 2022 und die Weltmeisterschaften 2023
2020 fanden wegen der COVID-19-Pandemie keine internationalen Meisterschaften statt. Im Mai 2021 bei den eigentlich für 2020 geplanten Europameisterschaften in Budapest wurde Wilby über 100 Meter Brust Dritter hinter Adam Peaty und dem Niederländer Arno Kamminga. Über 200 Meter Brust erreichte Wilby das Finale und belegte den achten Platz. Im Vorlauf der 4-mal-100-Meter-Lagenstaffel waren Joe Litchfield, James Wilby, Duncan Scott und Tom Dean die Schnellsten, allerdings nur 0,02 Sekunden vor den Franzosen. Im Endlauf schwammen Luke Greenbank, Adam Peaty, James Guy und Duncan Scott fast vier Sekunden schneller als die Vorlaufstaffel und gewannen mit einer Sekunde Vorsprung vor den Russen. Zwei Monate nach den Europameisterschaften wurden in Tokio die ebenfalls aus dem Jahr 2020 verschobenen Olympischen Spiele eröffnet. Über 100 Meter Brust wurde Wilby Fünfter mit anderthalb Sekunden Rückstand auf den Sieger Adam Peaty. Wilby erreichte auch das Finale über 200 Meter Brust und wurde Sechster. Die 4-mal-100-Meter-Lagenstaffel mit Greenbank, Wilby, Guy und Scott war im Vorlauf das zweitschnellste Quartett hinter den Italienern. Im Endlauf schwamm das Team aus den Vereinigten Staaten neuen Weltrekord in 3:26,78 Minuten. Greenbank, Peaty, Guy und Scott verbesserten den Europarekord auf 3:27,51 Minuten und wurden Zweite mit anderthalb Sekunden Vorsprung vor den Italienern.
Im Juni 2022 bei den Weltmeisterschaften in Rom wurde Wilby Vierter über 100 Meter Brust. Über 200 Meter Brust schied er im Halbfinale aus. Die britische Lagenstaffel mit Luke Greenbank, James Wilby, Jacob Peters und Lewis Burras erreichte das Finale mit der fünftschnellsten Vorlaufzeit. Im Endlauf waren Greenbank, Wilby, James Guy und Tom Dean zwei Sekunden schneller als die Vorlaufstaffel und gewannen Bronze hinter den Italienern und dem US-Quartett, wobei die Italiener den Europarekord der Briten aus dem Vorjahr einstellten. Mit der Mixed-Lagenstaffel schwamm Wilby auf den vierten Platz. Von Ende Juli bis Anfang August fanden in Birmingham die Commonwealth Games 2022 statt. Wilby siegte über 100 Meter Brust vor dem Australier Zac Stubblety-Cook, über 200 Meter Brust schlug Wilby als Zweiter nach dem Australier an. Wilby siegte mit der englischen Lagenstaffel in der Aufstellung Brodie Williams, James Wilby, James Guy und Tom Dean. Die englische Mixed-Lagenstaffel mit Lauren Cox, James Wilby, James Guy und Freya Anderson gewann Bronze hinter den Teams aus Australien und aus Kanada. Eine Woche nach den Commonwealth Games war Wilby bei den Europameisterschaften in Rom wieder Teil der britischen Mannschaft. Medi Harris, James Wilby, Jacob Peters und Anna Hopkin wurden in der Mixed-Lagenstaffel Dritte hinter den Niederlanden und Italien. Über 100 Meter Brust wurde Wilby zeitgleich mit dem Österreicher Valentin Bayer Vierter mit 0,04 Sekunden Rückstand auf den drittplatzierten Litauer Andrius Šidlauskas. Über 200 Meter Brust war Wilby Vorlaufelfter und Achter des Halbfinales. Im Endlauf schwamm er in 2:08,96 Minuten 0,37 Sekunden langsamer als bei den Commonwealth Games gewann aber deutlich vor dem Finnen Matti Mattsson. Mit der Lagenstaffel belegte er den vierten Platz.
2023 bei den Weltmeisterschaften in Fukuoka schied Wilby im Halbfinale über 100 Meter Brust aus. Die britische Lagenstaffel mit Oliver Morgan, James Wilby, Jacob Peters und Matthew Richards belegte den fünften Platz. Ebenfalls Fünfte wurden Medi Harris, James Wilby, Jacob Peters und Anna Hopkin in der Mixed-Lagenstaffel.
Im Februar 2024 bei den Weltmeisterschaften in Doha schwamm Wilby über 100 Meter Brust die 17. Zeit und verfehlte das Halbfinale um 0,03 Sekunden. in der 4-mal-100-Meter-Mixed-Lagenstaffel schwammen Medi Harris, James Wilby, Duncan Scott und Anna Hopkin die schnellste Vorlaufzeit. Im Finale waren Medi Harris, Adam Peaty, Matthew Richards und Anna Hopkin 0,41 Sekunden schneller als die Vorlaufstaffel und erkämpften die Bronzemedaille hinter den Teams aus den Vereinigten Staaten und aus Australien. Fünf Monate später bei den Olympischen Spielen in Paris schied Wilby im Halbfinale über 100 Meter Brust mit der elftbesten Zeit aus. In der 4-mal-100-Meter-Mixed-Lagenstaffel erreichten Kathleen Dawson, James Wilby, Joe Litchfield und Anna Hopkin das Finale mit der fünftbesten Vorlaufzeit. Im Endlauf schwammen Dawson, Wilby, Duncan Scott und Hopkin auf den siebten Platz.